# Centre hospitalier de Vesoul
Le Centre hospitalier de Vesoul est l'hôpital de Vesoul, commune située dans l'Est de la France. Ouvert depuis septembre 2009, il se trouve au sein du Pôle Santé des Haberges, un quartier dédié à la concentration de services hospitaliers et médicaux.
D'une surface totale de plus de 52 000 m2 et d’une capacité de près de 434 lits, l'hôpital de Vesoul est l'un des quatre hôpitaux faisant partie du groupe hospitalier de la Haute-Saône dont il est le site principal et le seul équipé d'un plateau technique complet pour la chirurgie.
Il s'agit du premier hôpital de France à chauffer uniquement au bois. Régulièrement modernisé, il est notamment agrandi en 2022 avec la construction d'une pharmacie robotisée. En 2023, l'hôpital se dote pour la première fois d'un robot médical de chirurgie.

## Localisation et accès
L'hôpital se trouve dans le quartier des Haberges, zone aménagée au début des années 2000. Le centre hospitalier est situé à proximité d'autres centres de santé comme la clinique privée Saint-Martin, un centre d'imagerie médicale, une pharmacie et des cabinets médicaux libéraux. Ce quartier est relié à la rocade ouest de Vesoul par un échangeur connecté à la RN 19 et à la RN 57 qui traversent toutes deux le département ; c'est en ouest pour la 19 et du nord au sud pour la 57.

Carte détaillée des services liés à la santé dans la zone des Haberges (Vesoul ouest).

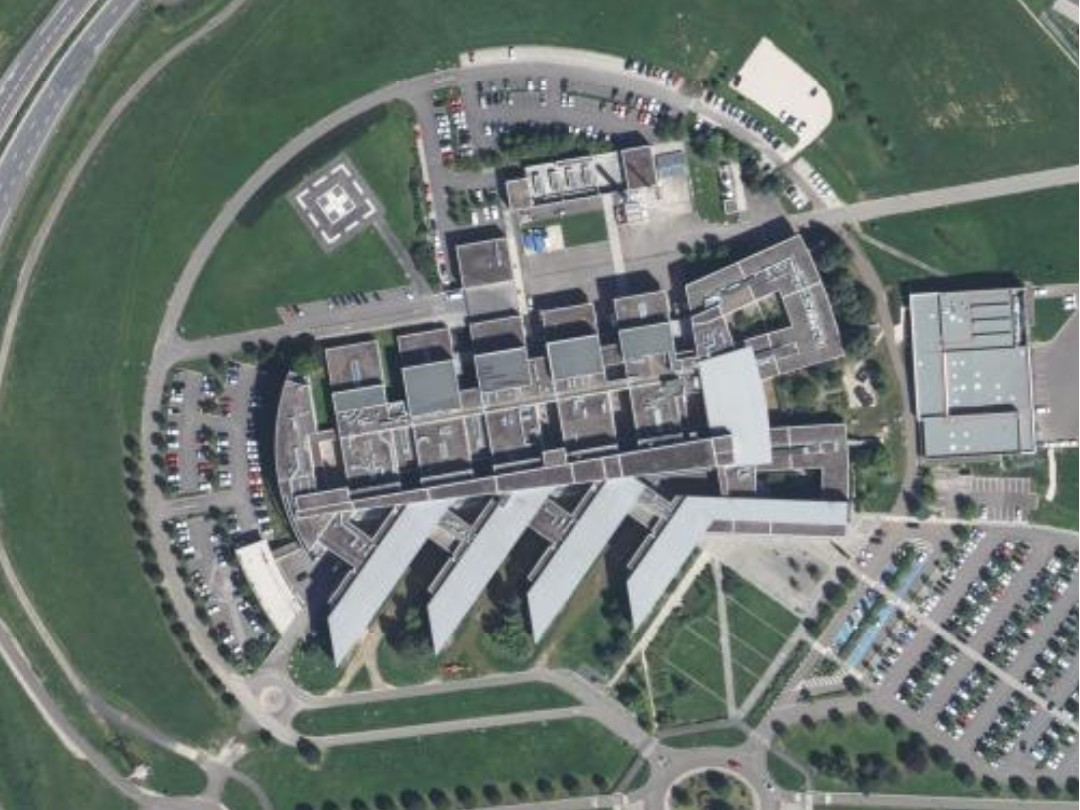
Image satellite de l'hôpital - années 2020

## Anciens hôpitaux de Vesoul

### Hôpital Saint-Valentin (1442-1573)
Le premier hôpital de Vesoul fut fondé le 30 janvier 1442 par le bienfaiteur vésulien, magistrat et lieutenant général du bailliage d'Amont Jean Sardon qui donna ses terrains pour la fondation de l'institution. L'hôpital est alors appelé hôpital Saint-Valentin, nommé d'après la chapelle de l'hôpital qui avait été dédiée à ce martyr sous la volonté de Jean Sardon. Il était situé 12 rue du Presbytère, à proximité de l'église Saint-Georges.

### Hôpital du Saint-Esprit (1573-1619)
L'hôpital étant jugé trop exigu et vétuste, un nouvel hôpital est créé en 1573 par Étienne Midy, docteur en droit, et fut nommé hôpital du Saint-Esprit (également appelé hôpital des vieillards). Il était localisé proche des remparts de la ville, impasse de la Charité, voie jouxtant l'actuelle rue d'Alsace-Lorraine. Ce changement d'hôpital a vraisemblablement été facilité par les libéralités de Simon Renard, natif de la ville et conseiller de Charles Quint.

### Hôpital du Faubourg (1619-1938)

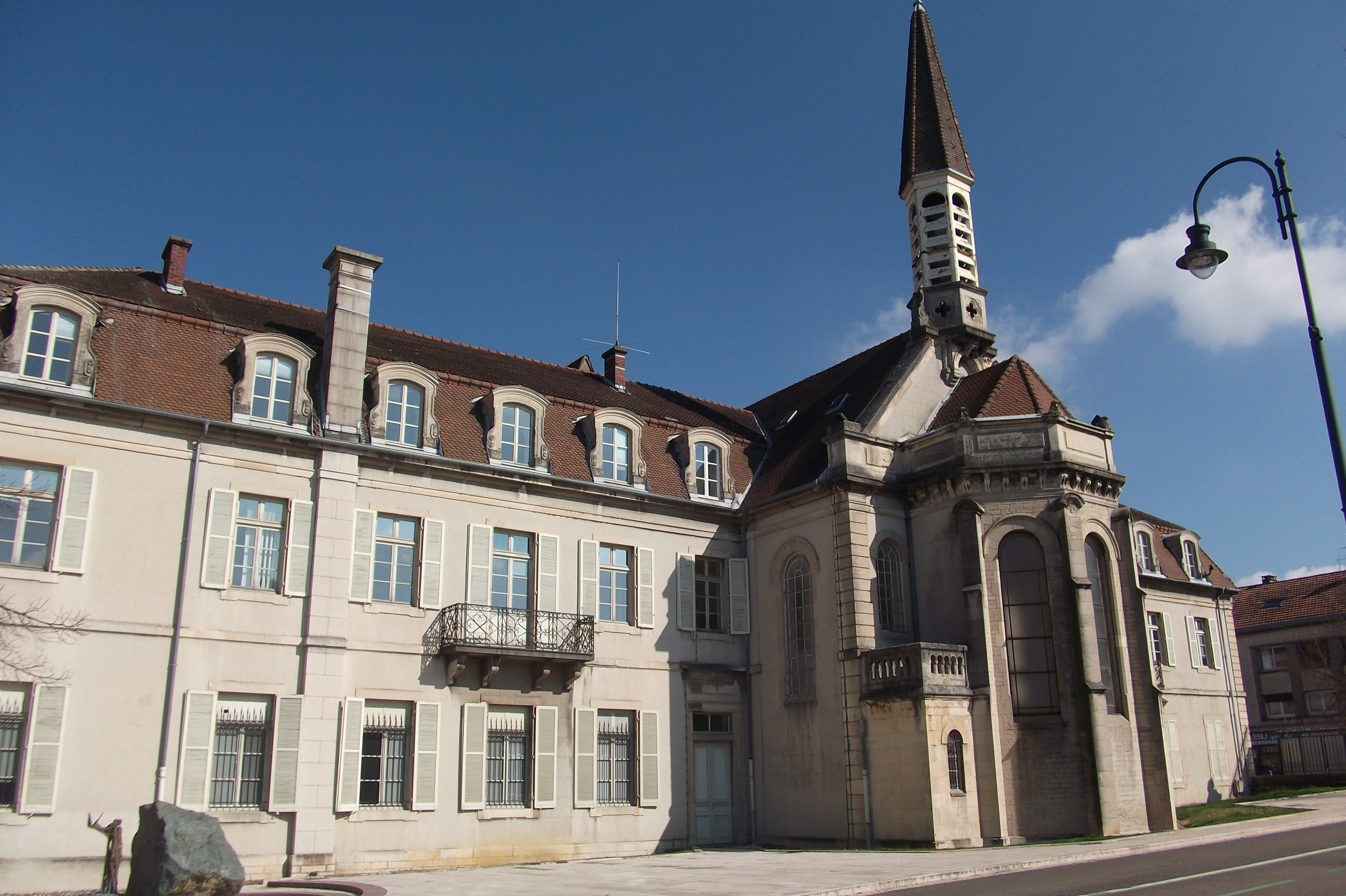
L'ancien hôpital du Faubourg devenue mairie.

En 1619, soit une quarantaine d'années après l'ouverture de l'hôpital du Saint-Esprit, deux familles vésuliennes (Lambelin et Foillenot) demandèrent à ce que l'hôpital soit déplacé dans un lieu plus sécurisé et plus convenable, éloigné des remparts. Jean Foillenot, par son testament, légua une somme importante pour l'aménagement du nouvel hôpital à condition que l'hôpital soit transféré, hors de la ville et facilement accessible aux étrangers et aux pauvres. Joseph Lambelin fit également dons de plusieurs héritages. Le 22 octobre 1619, l'autorité diocésaine autorisa la construction du nouvel hôpital. C'est ainsi que deux ans plus tard, l'hôpital du Faubourg (actuel hôtel de ville) ouvrit ses portes, à proximité de la rivière du Durgeon. L'hôpital prit petit à petit de l'ampleur au XVIIIe siècle grâce aux très nombreux dons des bourgeois, magistrats et bienfaiteurs appartenant entre autres aux familles nobles de Vesoul telles que les Aymonnet, Foillenot, de Salive, Lambelin, Terrier et de Mongenet. Ainsi, on y construit deux chapelles (1684 et 1707) et on permet à l'hôpital de s'équiper de 80 lits.
En 1896, les soins sont assurés par les Sœurs de Notre-Dame des Sept Douleurs de Besançon. Les malades indigents de la commune sont hébergés gratuitement, les autres (en provenance de tout l'arrondissement) doivent payer 1,80 francs par jour (payés par leur commune d'origine). La capacité d'accueille est alors de 192 lits dont 50 réservés aux militaires.

### Hôpital Paul-Morel (1938-2009)

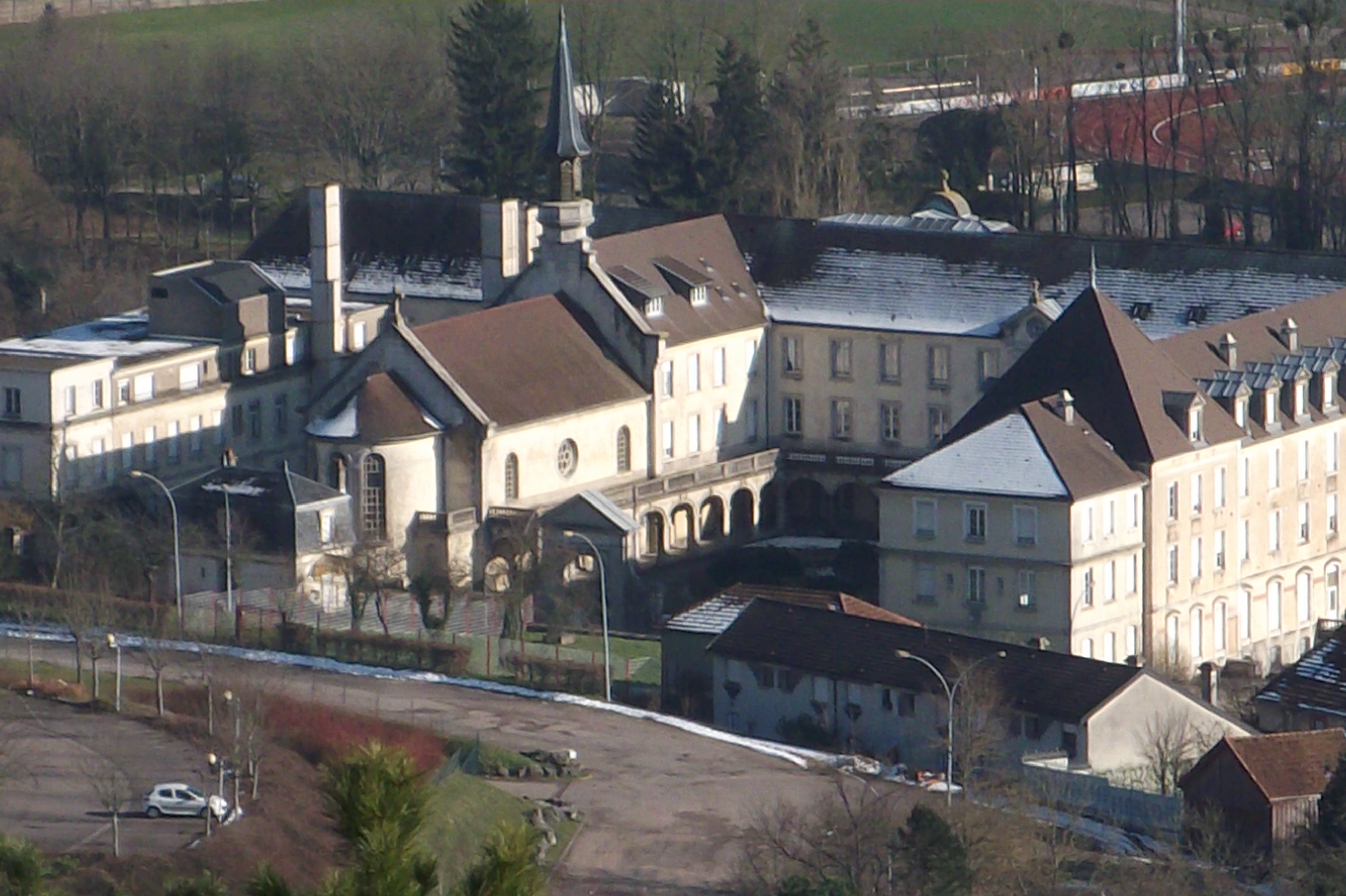
L'ancien hôpital Paul-Morel.

Évolution de l'hôpital Paul-Morel entre 1938 et 2009.

L'hôpital du Faubourg est déplacé en 1938 dans un bâtiment situé à l'Est de la ville, dont les premières pierres datent de 1603 et qui fit originellement office de couvent des Capucins. Cet édifice emblématique de Vesoul, qui a été acquis par la ville en 1905 à la suite de la loi de séparation de l'Église et de l'État, eut différents usages au cours du XIXe siècle : hôpital militaire, dépôt de mendicité (1812), caserne d’infanterie (1814), école secondaire ecclésiastique (1821) et séminaire diocésain (1833). En 1911, Paul Morel, alors maire de Vesoul, propose d'installer dans ce bâtiment l'hôpital de Vesoul. Après des années de travaux, le nouvel hôpital est inauguré en 1938 au 41 avenue Aristide-Briand sous le nom d'hôpital Paul-Morel, en hommage à Paul Morel qui mourut en 1933, dans un accident ferroviaire.
L'hôpital connait de nombreuses modernisations et des agrandissements tout au long du XXe siècle, notamment avec la construction d'un long bâtiment de type hôpital-bloc entre 1979 et 1980 pour accueillir les urgences, le plateau technique et plusieurs services sensibles.

## Centre hospitalier des Haberges (depuis 2009)

### Contexte
Après la fusion administrative des trois hôpitaux de Vesoul, de Lure et de Luxeuil-les-Bains en 2002, les services sont répartis entre les différents sites, Lure et Luxeuil sont maintenus comme des hôpitaux de proximité (essentiellement destinés aux soins de suite, à la rééducation et aux longs séjours), tandis que Vesoul conserve le site principal avec de la chirurgie et de nombreuses spécialités. L'hôpital Paul-Morel se montre alors sous-dimensionné et vétuste. Le but est de regrouper les services dans un monospace hospitalier, compacte, fonctionnel et transformable avec notamment un plateau technique unique pour l'ensemble du groupe hospitalier du département. Le projet est élaboré dès la fin des années 1990 par le conseil d'administration.

### Construction
Le concours pour la construction d'un nouvel hôpital désigne le cabinet d'architecte Groupe-6 le 30 août 2002 comme attributaire. En 2004, un diagnostic d'archéologie préventive est rêalisé sur le futur site du nouvel hôpital. Le chantier démarre le 25 mai 2005 et l'ensemble livré le 18 septembre 2009. Les travaux sont réalisés par Bouygues Construction via sa filiale Pertuy
Construction. Les services déménagent les uns après les autres dans le nouvel édifice, entre septembre et novembre 2009.

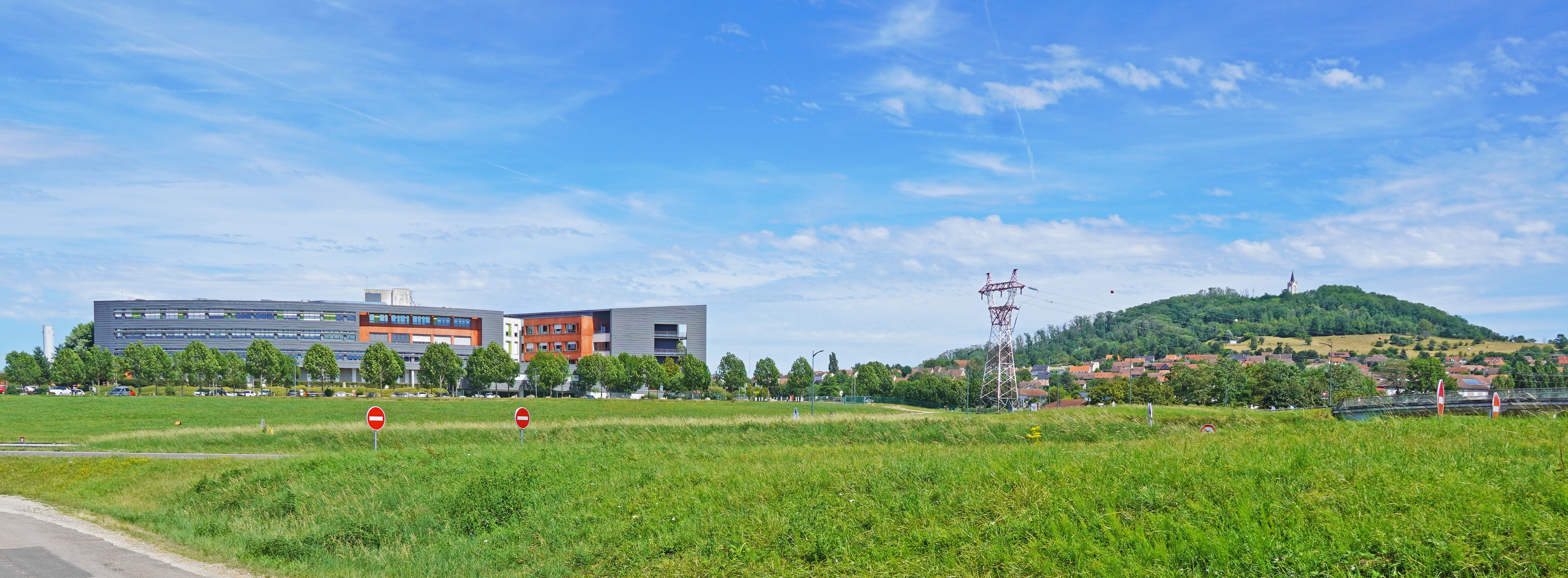
Vue éloignée avec la colline de la Motte sur la droite.
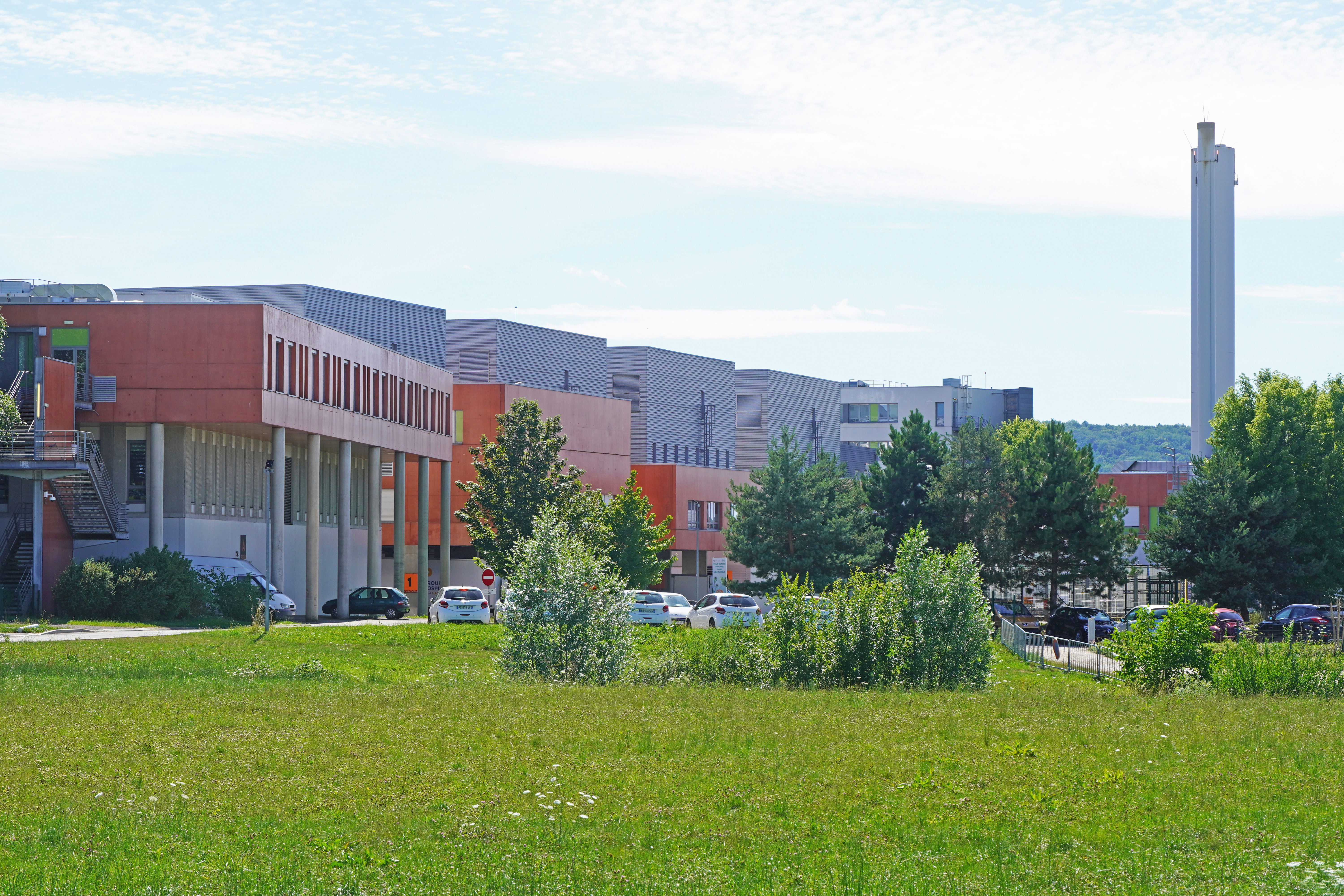
Partie logistique et technique.

Le centre hospitalier se situe au sein du Pôle Santé des Haberges. Il a fallu cinq années de construction et 131,5 millions d'euros pour l'ouverture de cet hôpital couvrant une superficie totale de 52 000 m2. Au moment de sa mise en service, ce centre hospitalier est doté de 434 lits, d'un plateau technique aux dernières normes en vigueur avec 11 salles de bloc opératoire, 7 salles d’imagerie médicale, 1 IRM et 1 scanner, une hélistation et un parking de 700 places,.
Il s'agit du premier hôpital de France à chauffer uniquement au bois.
Le centre hospitalier est inauguré en janvier 2010 par le Premier ministre François Fillon et la ministre de la Santé, Roselyne Bachelot.

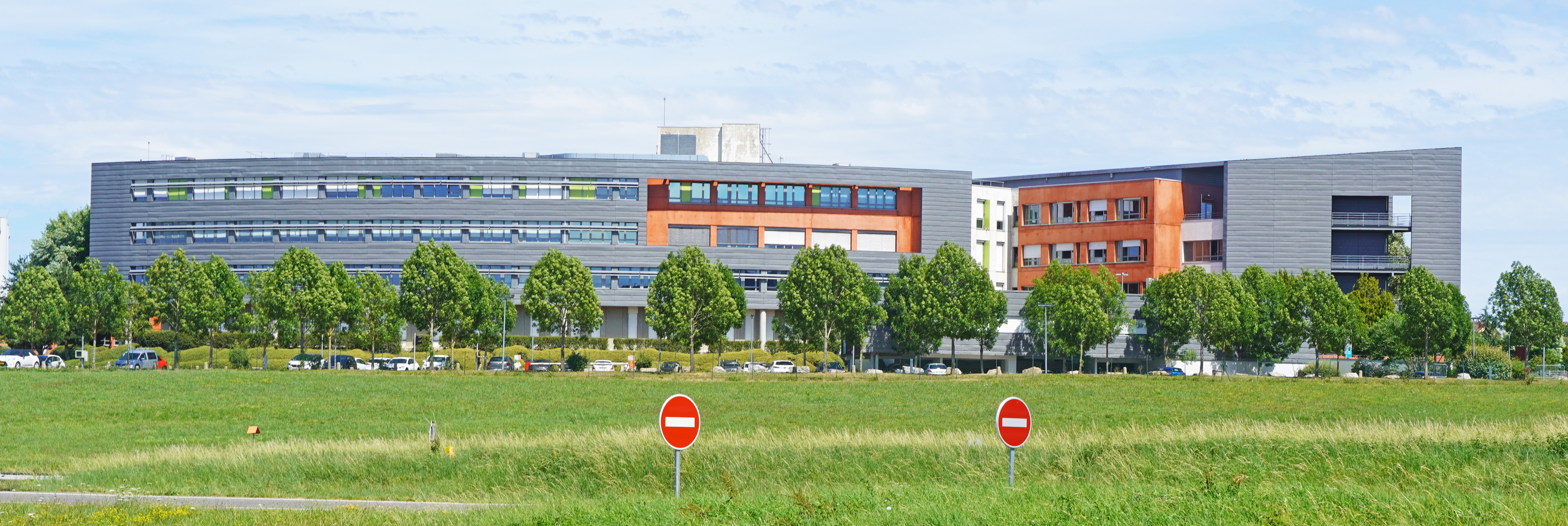
Façade ouest, hôpital de jour.
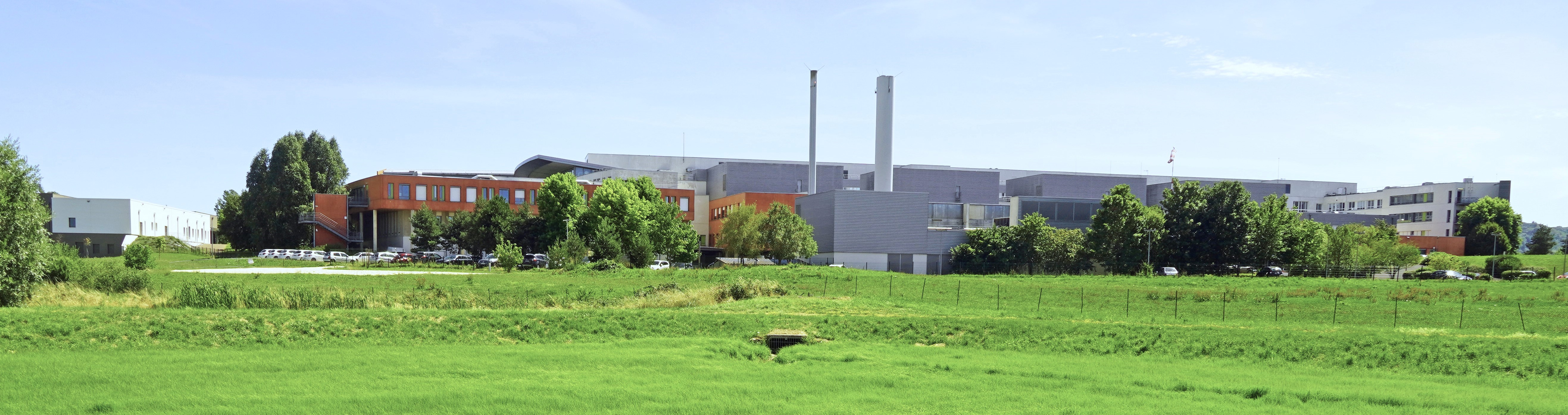
Façade nord, plateau technique, laboratoires, administration, chaufferie.
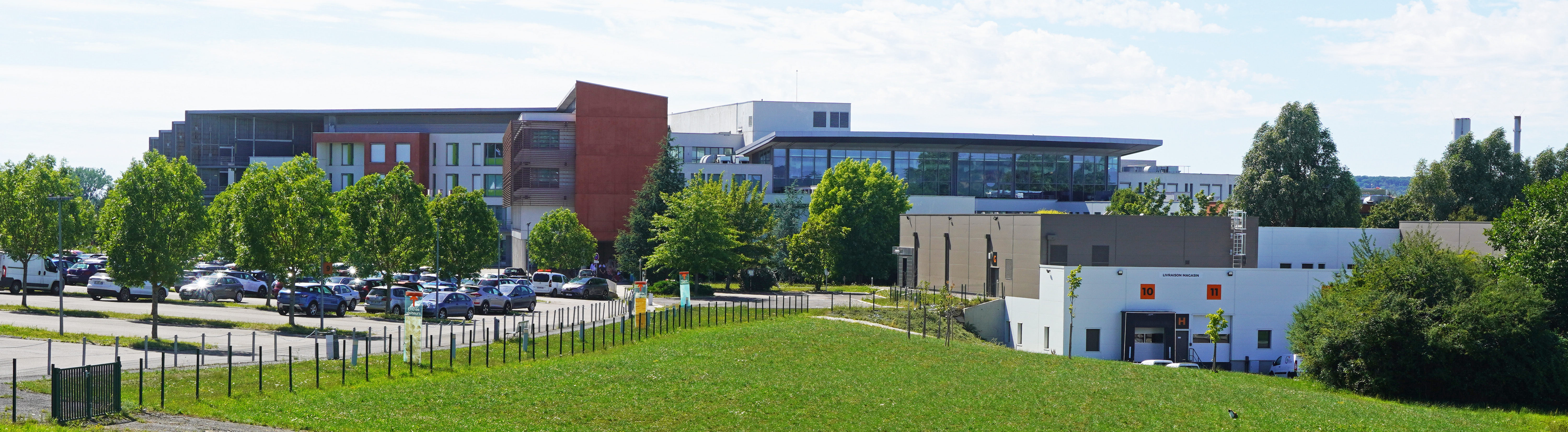
Façade est, consultations et pharmacie.

### Évolution

Carte du site du centre hospitalier Haberges avec les aménagements successifs depuis 2009.

#### Imagerie médicale
Le 23 mars 2015, une deuxième IRM est installée au centre hospitalier, tandis que la première (datée de 2009) est remplacée en août de la même année. Une troisième IRM et un second scanner sont installés en 2020 dans un centre d'imagerie médicale cogéré par des médecins libéraux et le groupe hospitalier dans un bâtiment construit en 2018 à moins de cent mètres de l'hôpital et à la limite de la clinique Saint-Martin,,.

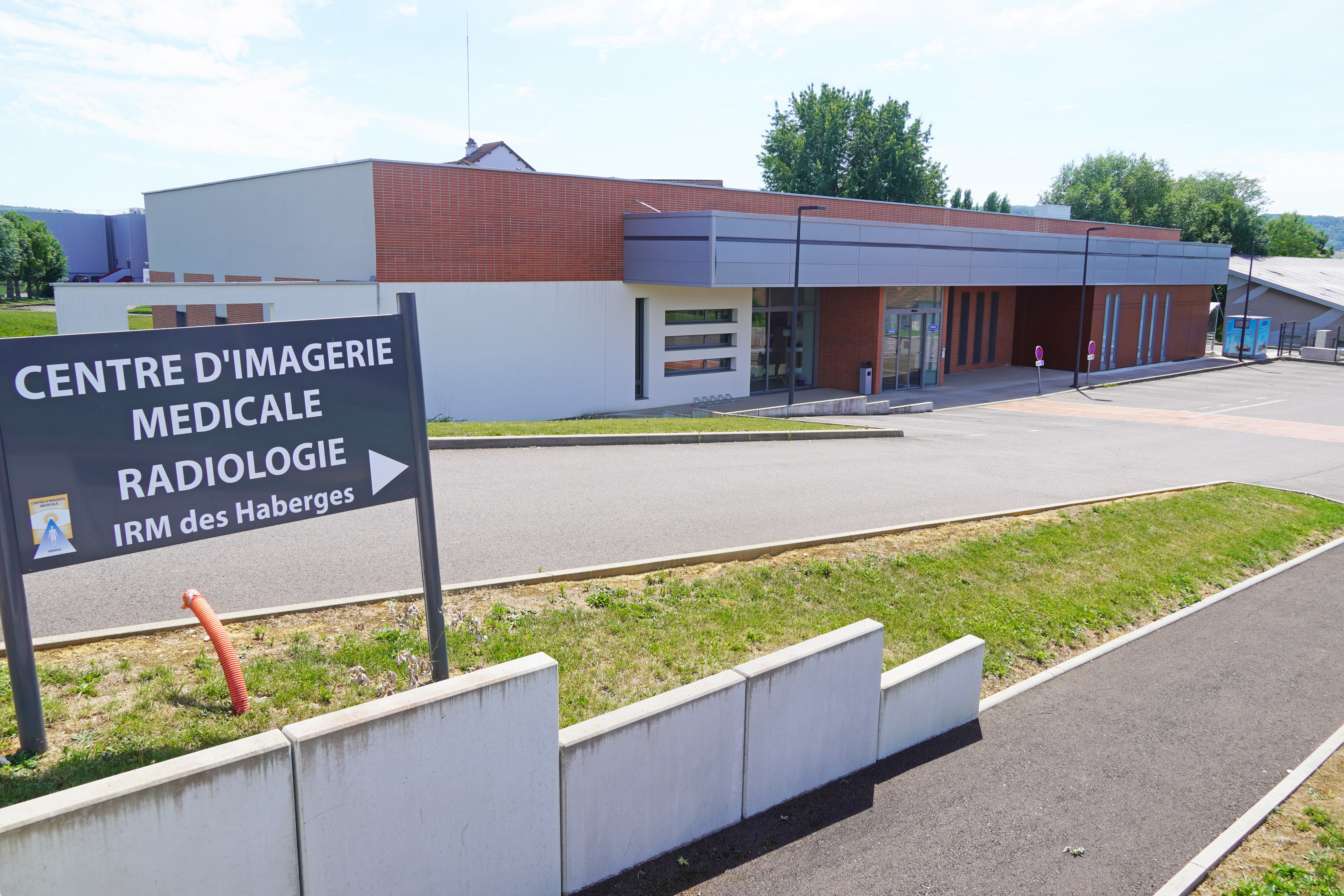
Le centre d'imagerie médicale des Haberges.

En 2020, Vesoul compte trois scanners et trois IRM. Deux IRM et deux scanners se situe au sein de l'hôpital tandis qu'un scanner et une IRM sont implantés dans le centre d'imagerie médicale. L'un des scanners de l'hôpital est réservé aux urgences, tandis que l'autre est utilisé pour les consultations externes programmées et les patients hospitalisés. Le dernier scanner, installé en novembre 2020 à la particularité de permettre les angiographies avec une haute qualité d’image malgré une quantité de produit de contraste iodé fortement diminuée et par conséquent, de plus faibles doses d’irradiation, au bénéfice des patients. Il s'agit du premier appareil de ce type en Bourgogne-Franche-Comté. Les deux IRM installées en 2015 sont remplacées en 2021. Vers 2020, le coût d'installation d'une IRM, aménagement des locaux compris, s'élève à un million d'euros, contre 700 000 € pour un scanner,,.
En 2025, la direction de l'hôpital annonce que le bâtiment de médecine nucléaire doit être agrandi pour accueillir un TEP scan. Les travaux pourraient commencer en 2026 ou 2027.

#### Pharmacie robotisée
Entre janvier 2021 et mai 2022, un nouveau bâtiment servant de plateforme logistique est édifié par Vinci Construction sur le site de l'hôpital. Il regroupe un magasin de fournitures et la pharmacie interne,,,. L'ancienne pharmacie de 1 200 m2 et l'ancien magasin de fournitures de 200 m2, situés dans les sous-sol de l'hôpital, offrent un espace limité face à la hausse de demande du groupe hospitalier. Lors de la construction, en 2009, ceux-ci ont été dimensionnés pour trois sites : Lure, Luxeuil et Vesoul ; hors le groupe hospitalier a absorbé plusieurs EHPAD en 2016 puis l'hôpital de Gray en 2020, avec d'autres maisons de retraite, au total le groupe comporte alors quatre hôpitaux et 13 EHPAD.
Le chantier a lieu pendant la pandémie de Covid-19 et les délais sont respectés. Le coût atteint 15 millions d'euros, dont un million financé dans le cadre du Ségur de la santé. Le nouveau bâtiment occupe une surface de 3 227 m2 dont 2 400 m2 pour la pharmacie (dimensionné pour 2 000 lits, le groupe en compte 1 645 en 2022). Sa particularité est d'êtres équipé de sept robots de stockage et de dispensation ainsi que de trois tours de stockage qui permettent de trier, de préparer, de désinfecter, d'étiqueter et de suivre les préparations de façon automatisée et informatisée. Le bâtiment emploie 40 personnes dont neuf pharmaciens, 22 préparateurs, une infirmière, deux secrétaires, ainsi que deux magasiniers. Des blocs isolateurs permettent une plus grande sécurité lors de la préparation des médicaments anticancéreux et des anticorps (capacité de réaliser 8 000 poches par an). Le bâtiment abrite 3 000 références de médicaments et 5 000 références de dispositifs médicaux stériles,.
Le bâtiment est équipé de plusieurs quais de déchargement adaptés aux poids lourds. Un nouvel ascenseur est ajouté dans l'hôpital pour desservir les cinq niveaux à partir d'une galerie souterraine reliant la plateforme logistique au sous-sol existant.

La nouvelle pharmacie et le nouveau magasin, construit en 2022.
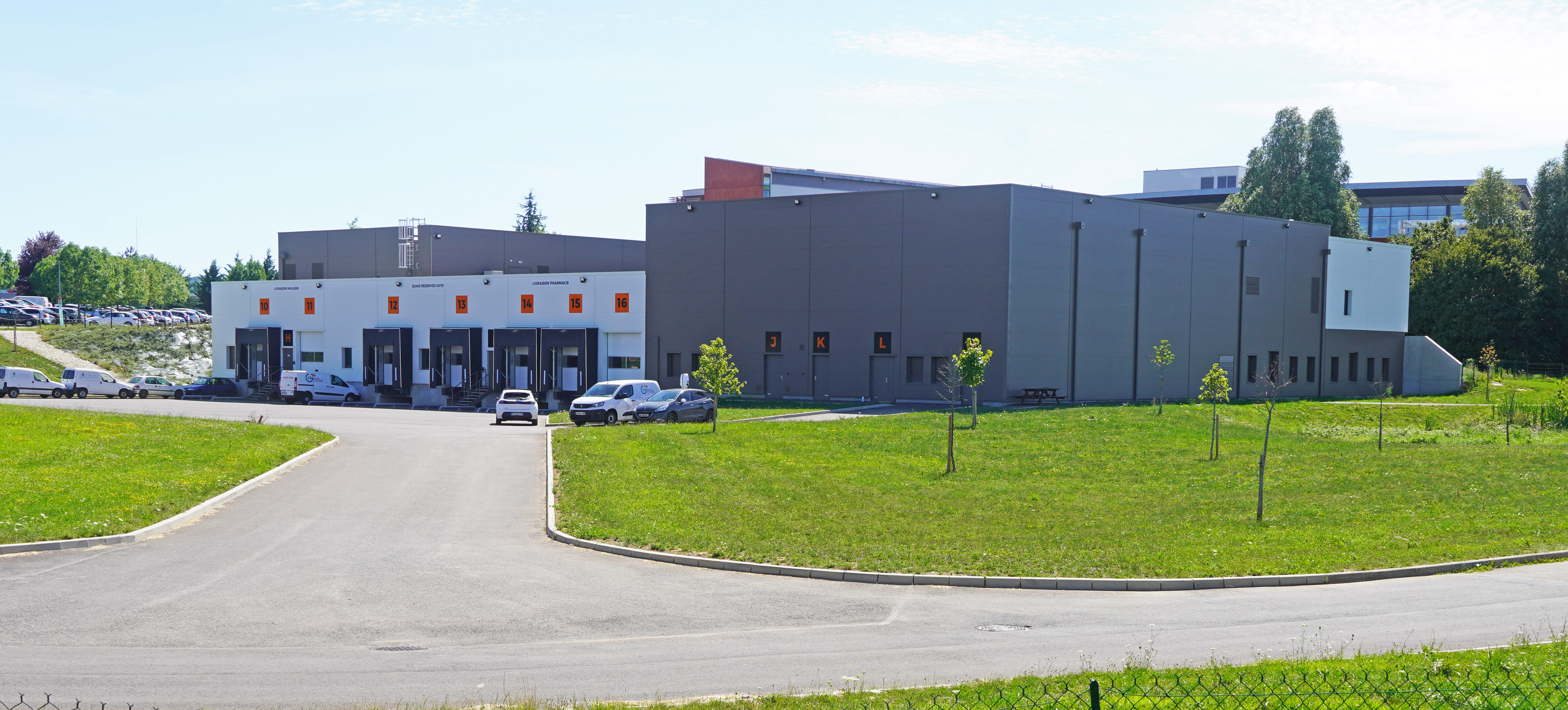
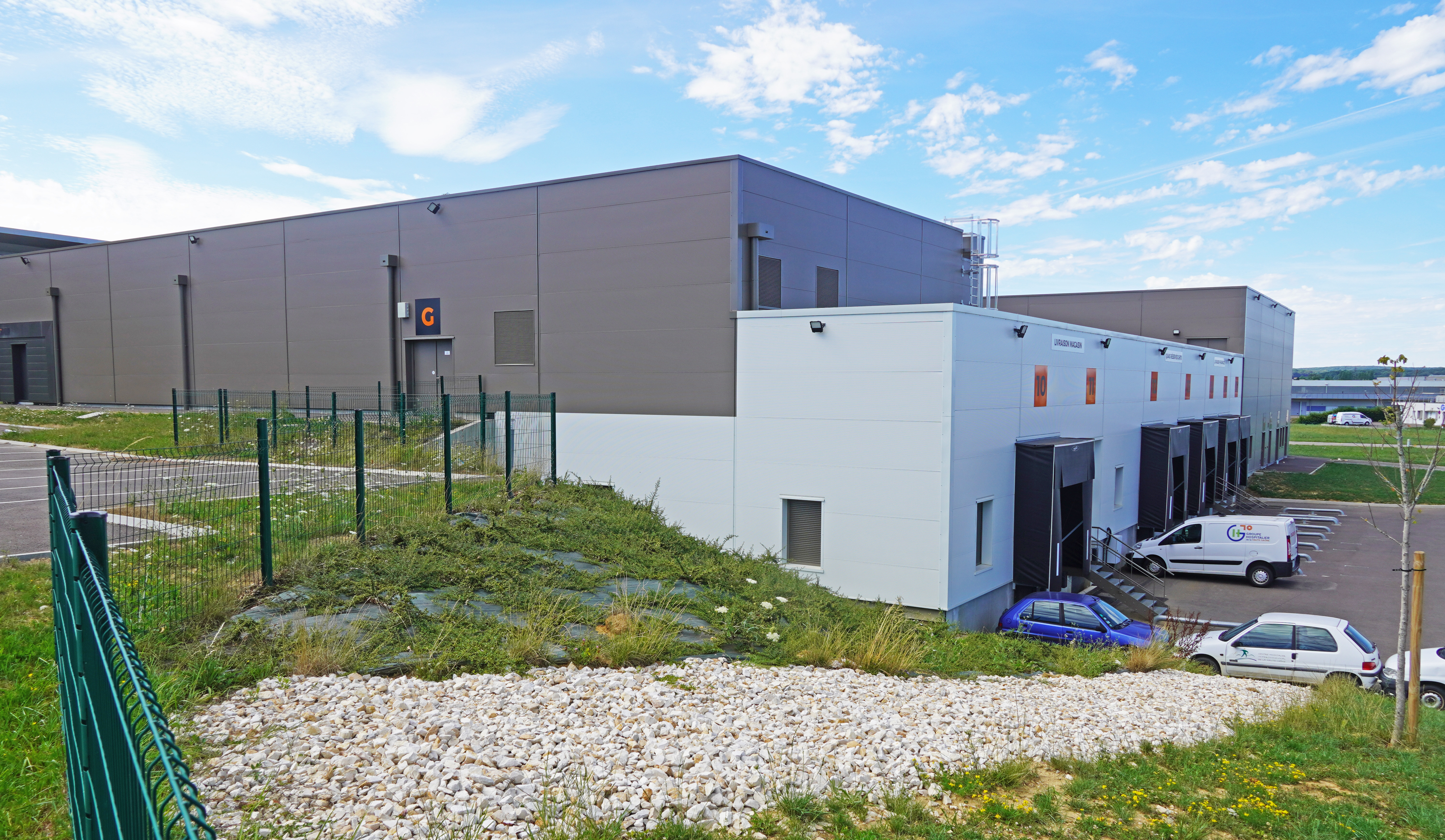

- La nouvelle pharmacie et le nouveau magasin , construit en 2022.

#### Robot chirurgien
Le 28 juin 2023, l'hôpital se dote pour la première fois d'un robot médical de chirurgie, un modèle Da Vinci Xi, de l’entreprise américaine Intuitive Surgical. Il est présenté au public le 23 septembre suivant, dans le hall de l'hôpital lors d'une après-midi portes ouvertes. Après plusieurs mois de formation du personnel, la première opération est programmée le 23 novembre de la même année. Le robot, doté de quatre bras articulés, est utilisé par les chirurgiens en urologie, gastroentérologie et gynécologie. Le robot est contrôlé par une console. Le chirurgien n'intervient plus directement sur le patient : il est présent dans le bloc opératoire, il observe ses manœuvres via un écran reportant l'image d'une caméra grossissante dix fois. Deux infirmières accompagnent le robot et sont davantage impliquées dans le processus opératoire qu'en chirurgie classique. Ce robot permet une plus grande précision pour le chirurgien par l'amplitude démultipliée des mouvements et un rétablissement plus rapide pour le patient, avec des cicatrices plus petites. Ce qui permet de réduire les risques de complications, d'engendrer moins de douleurs et un besoin de soins de suite très réduit. Le groupe hospitalier a fait le choix de louer pendant quatre années l'appareil d'une valeur de 1,5 million d'euros pour le remplacer rapidement par un modèle de future génération. L'objectif est aussi d'attirer de nouveaux chirurgiens dans l'établissement,,.

Le robot médical de chirurgie de l'hôpital, présenté en septembre 2023.
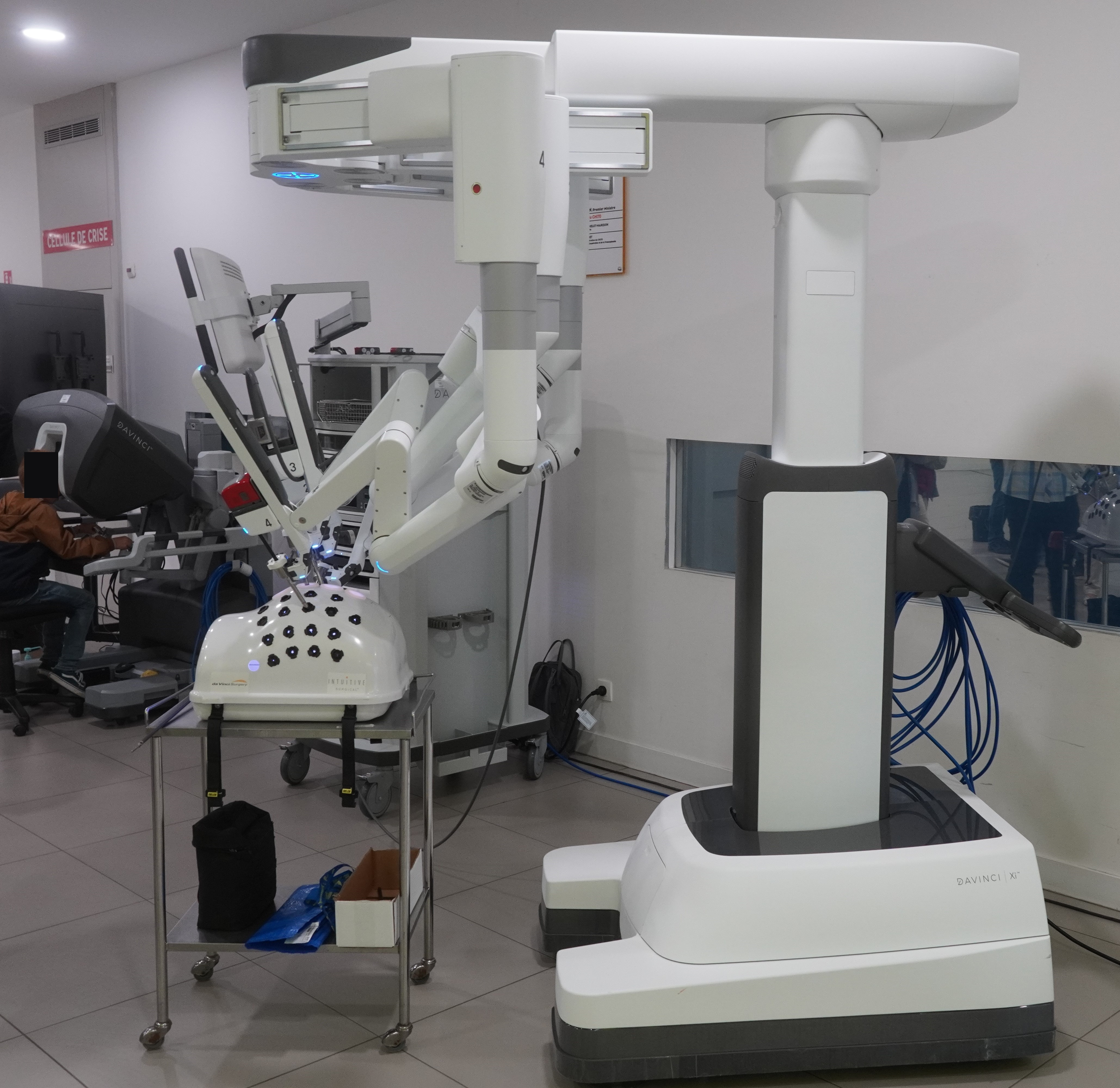
Vue d'ensemble.
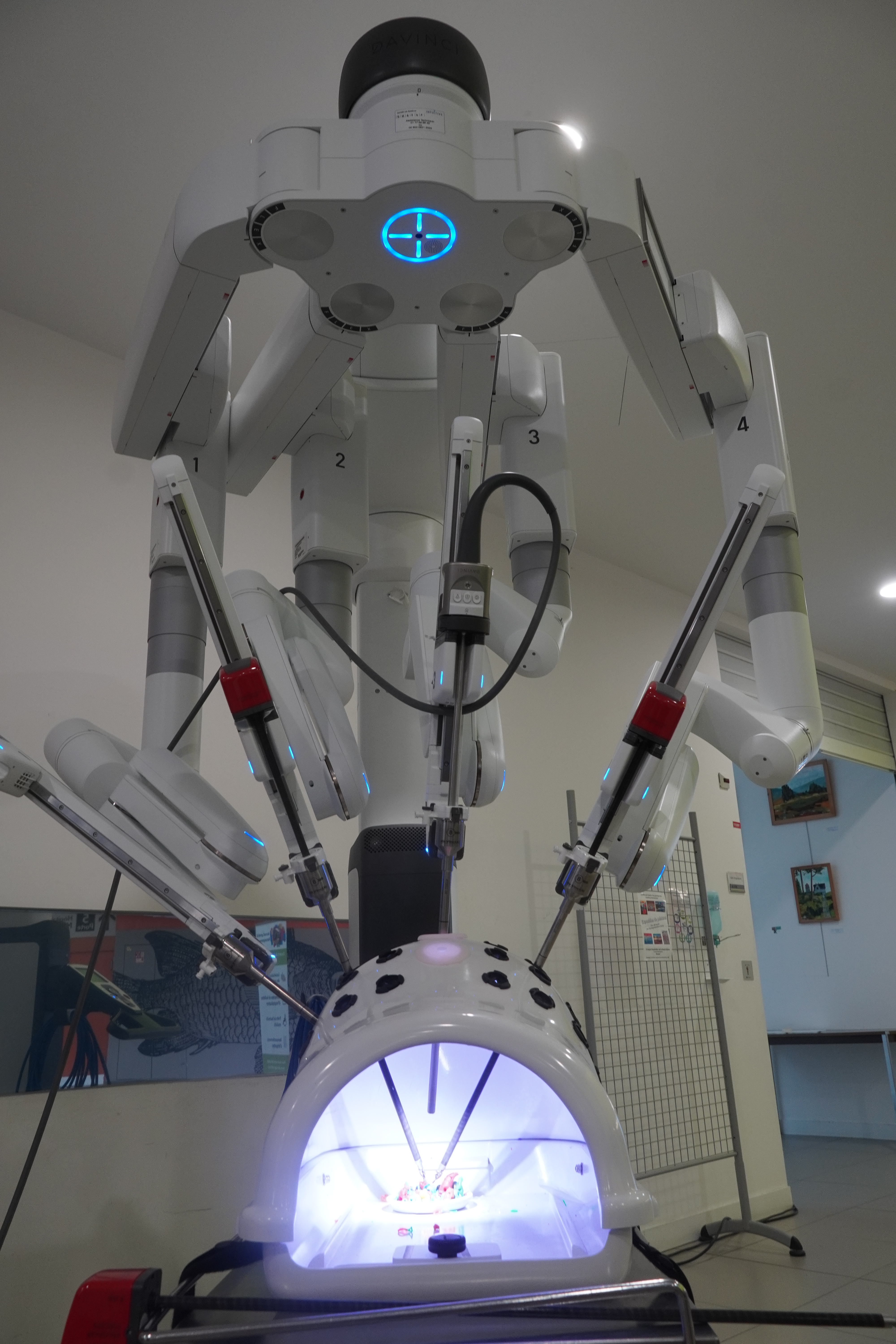
Bras articulés.
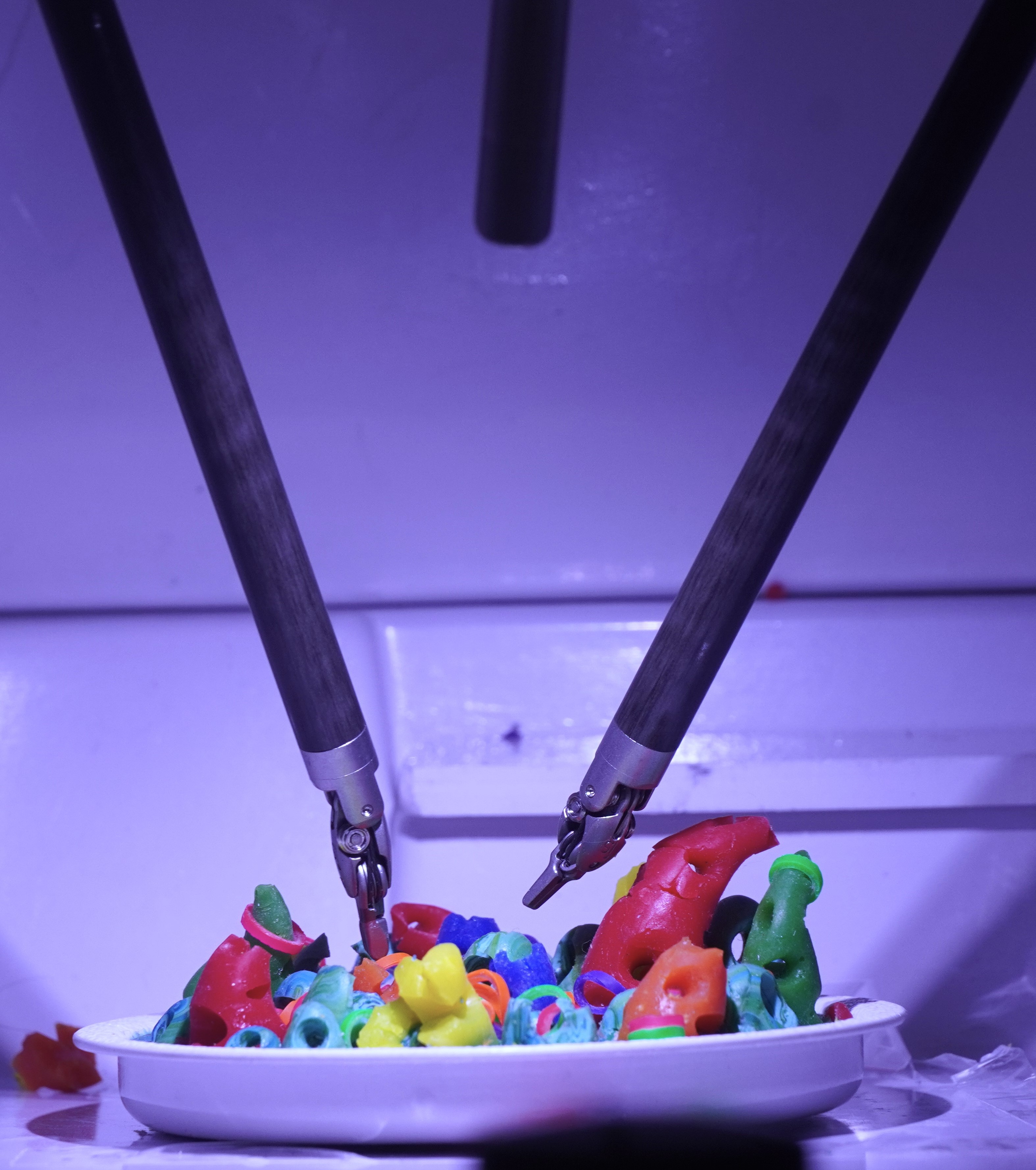
Détail des pinces.
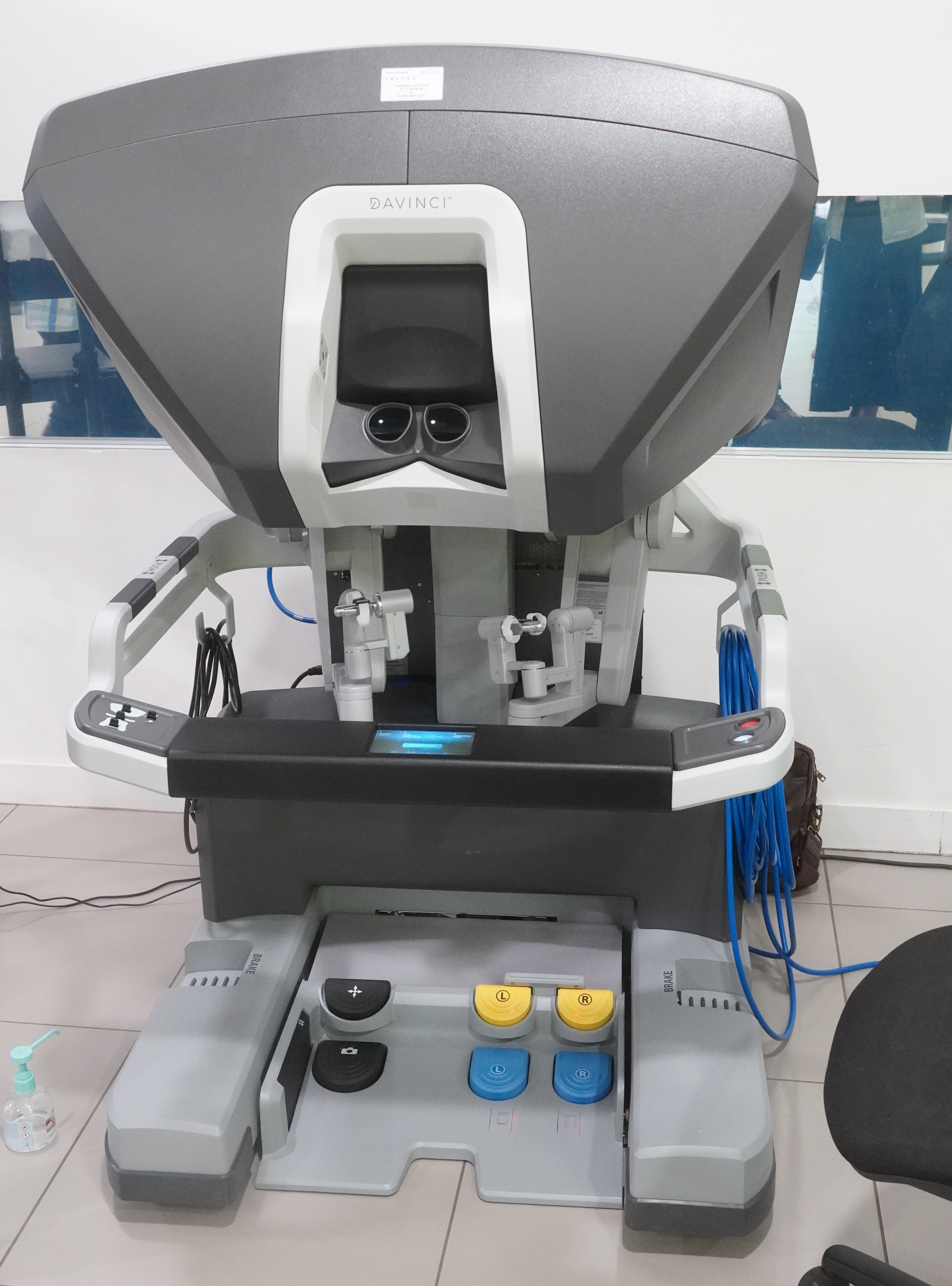
La console de commande.
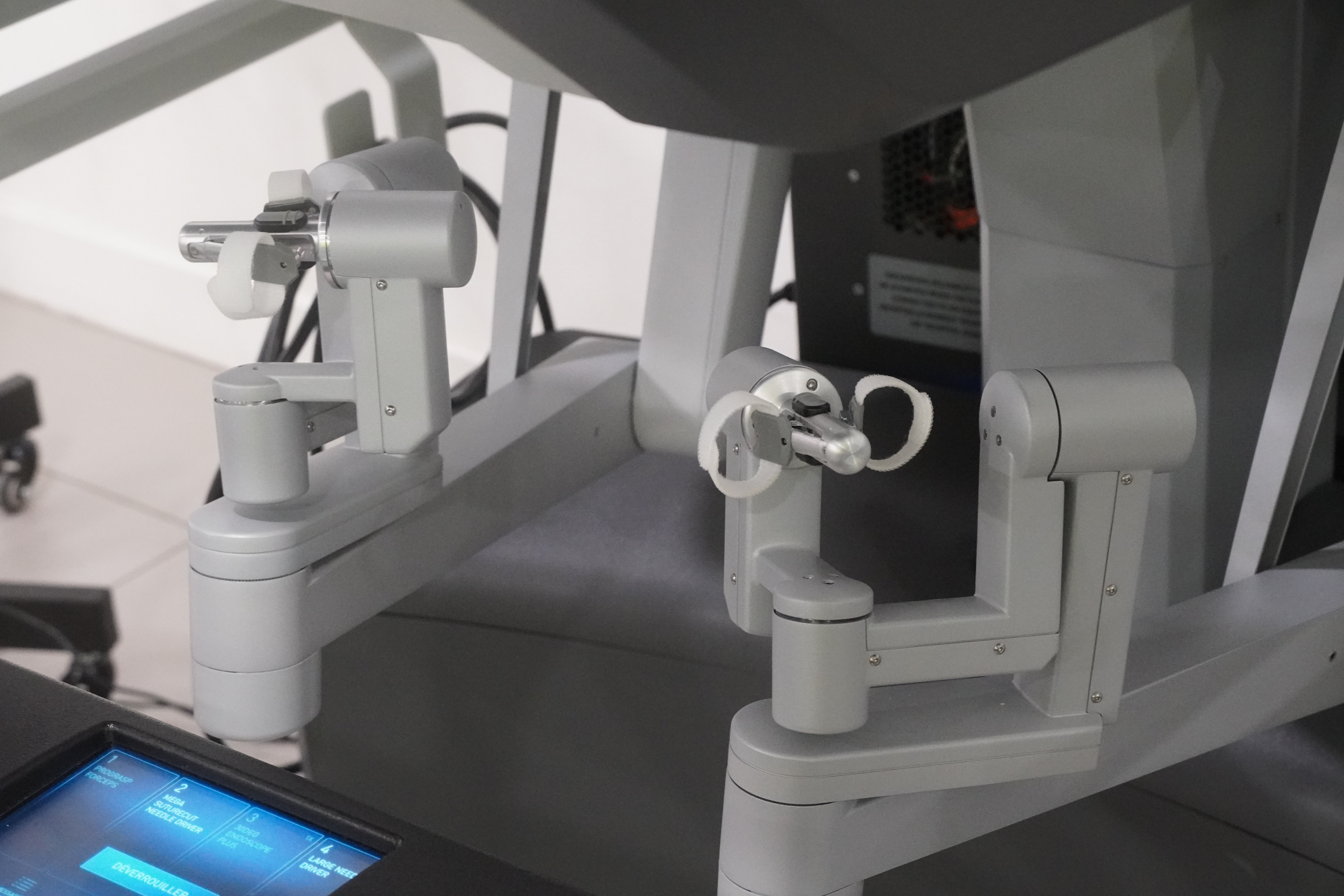
Détail des manettes.

#### Énergie
En 2024, l'hôpital de Vesoul prévoit d'installer sur son parking des ombrières en panneau solaire photovoltaïque ainsi ques des bornes de recharge pour véhicules électriques.

## Spécialités
Comme principal établissement de santé de son département, l'hôpital de Vesoul possède de nombreuses spécialités :
- urgences
- SMUR
- unité médicale post-urgences
- réanimation et soins intensifs
- unité de soins continu
- hôpital de jour
- laboratoire de biologie médicale
- chirurgie générale
- chirurgie ambulatoire
- chirurgie digestive et vasculaire
- chirurgie orthopédique et traumatique
- urologie, urodynamique
- otorhinolaryngologie (ORL)
- médecine générale
- diabétologie (et diabète gestationnel)
- endocrinologie
- hématologie
- dermatologie
- néphrologie
- médecine gériatrique
- hepato-gastroentérologie
- stomathérapie
- cardiologie
- neurologie - neuropsychologue
- pneumologie
- cancérologie-oncologie
- diététique
- allergologie
- anesthésie
- orthopédie
- traumatologie
- ophtalmologie
- consultations anti-douleur et soins palliatifs (mobile)
- psychologie
- thérapie cognitivo-comportementale
- centre gratuit d'information, de dépistage et de diagnostic (CeGIDD)
- addictologie
- sevrage tabagique - tabacologie
- médecine du voyage
- hémodialyse
- médecine nucléaire
- imagerie médicale, radiologie, radiographie, IRM, scanner
- réadaptation fonctionnelle
- pédiatrie
- maternité et gynécologie-obstétrique
- planning familial
- unités sanitaires en milieu pénitentiaire (USMP)

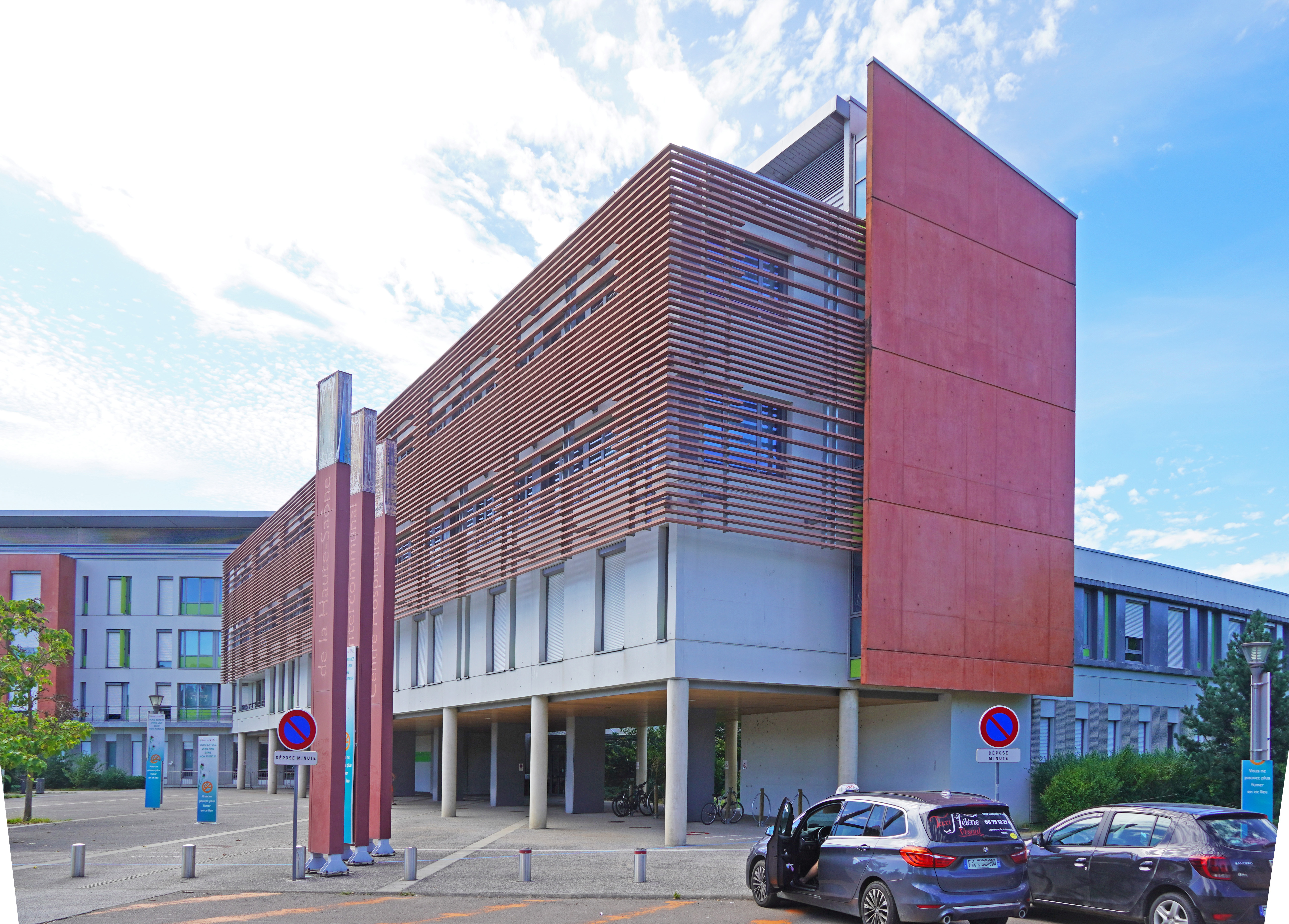
L'entrée principale du centre hospitalier de Haberges.
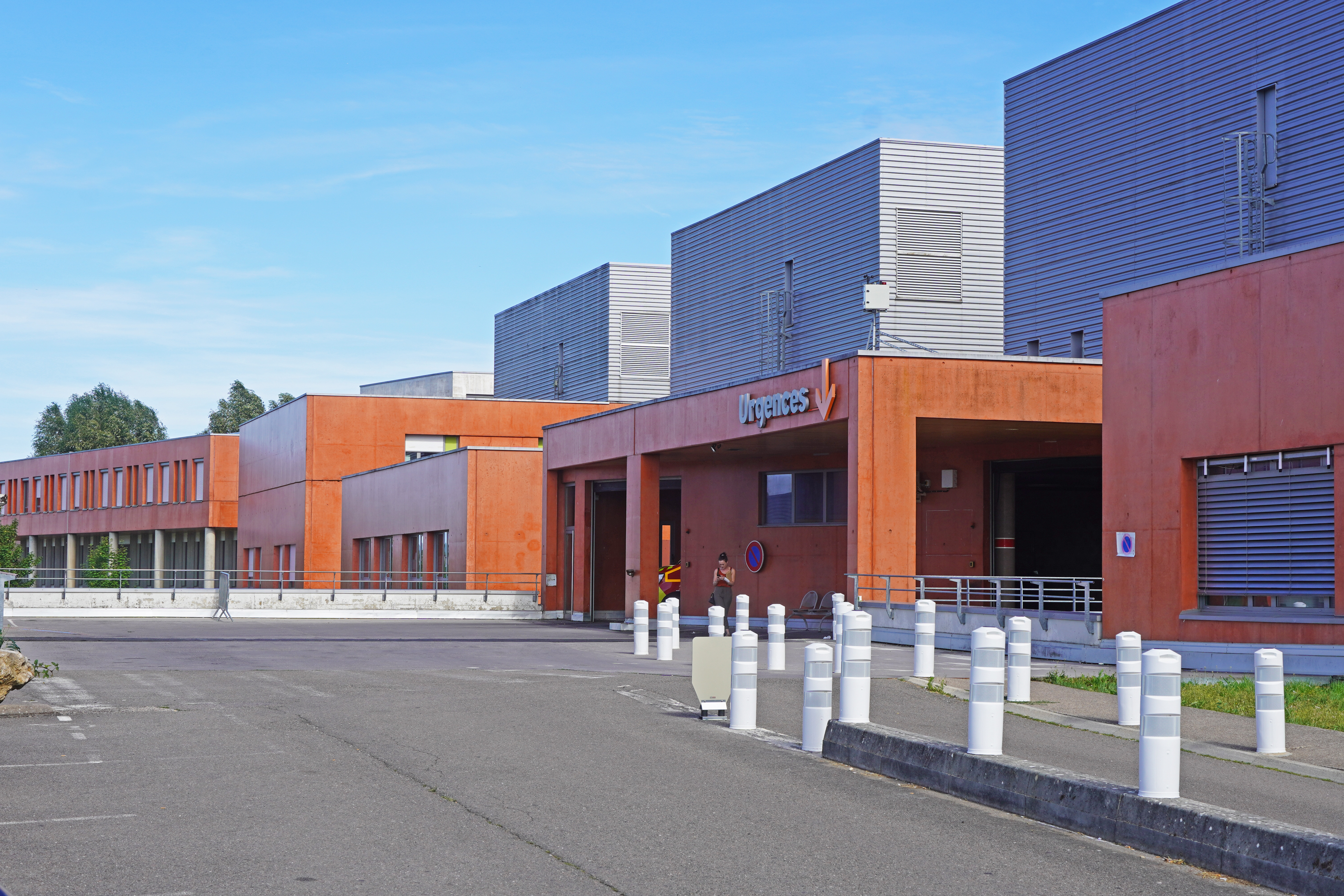
L'entrée des urgences.
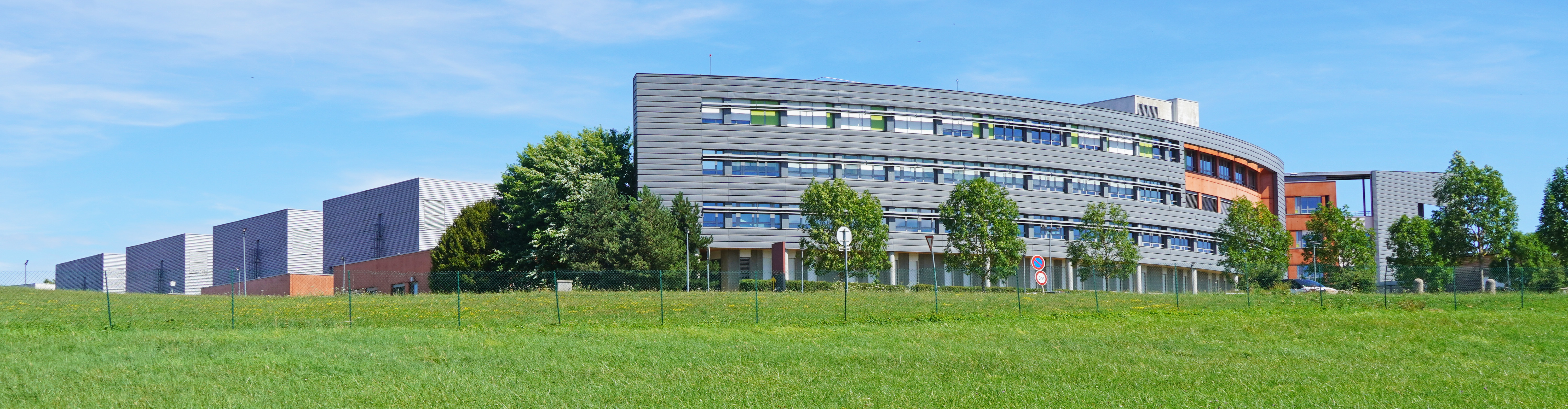
Les « cubes » du plateau technique sur la gauche et le bâtiment courbé de l'hôpital de jour et chimiothérapie à droite.